# Heinz Holtmann
Heinz Holtmann, eigentlich Heinrich Holtmann, (geboren am 6. Januar 1939 in Hamm; gestorben am 4. Februar 2023 in Köln) war ein deutscher Kunsthistoriker und Galerist. In seiner Kölner Galerie stellte er vor allem Werke von Künstlern des Nouveau Réalisme und der Gruppe ZERO aus.

## Leben
Heinz Holtmann kam 1939 in Hamm zur Welt. Er hieß eigentlich wie sein Vater Heinrich Holtmann, führte aber den Vornamen Heinz. Die Familie des Vaters besaß eine Druckerei, in der Heinz Holtmann bereits als Kind Drucktechniken kennenlernte. Er hatte zunächst den Wunsch selbst Künstler zu werden, entschied sich aber nach dem Abitur 1959 für ein Studium der Kunstgeschichte.
Von 1960 bis 1970 studierte er an den Universitäten in Heidelberg und Kiel und begann in dieser Zeit bereits Grafiken zeitgenössischer Künstler zu erwerben, etwa von Victor Vasarely und Roy Lichtenstein. Von 1968 bis 1971 arbeitete Holtmann als Assistent an der Kunsthalle zu Kiel. Zugleich war er kommissarischer Leiter der dortigen grafischen Sammlung. In Kiel organisierte er 1971 ein Ausstellung mit Zeichnungen von Joseph Beuys aus der Sammlung Hans und Franz Joseph van der Grinten. Mit Beuys verband ihm später ein freundschaftliches Verhältnis, 1979 gab Holtmann die Beuys-Edition Hirschkuh in einer Auflage von 180 Stück heraus.
Von 1972 bis 1977 leitete er den Kunstverein Braunschweig. Hier kuratierte er eine Reihe von Ausstellungen: 1973 zum Werk von Dieter Roth, 1975 zu Arbeiten von Timm Ulrichs, 1975 stellte er Werke von Gerhard Richter und Paul Klee aus und 1976 zeigte er Arbeiten von Max Ernst. 1977 holte ihn der Unternehmer Peter Schenning als Kunstberater der Junior-Unternehmensgruppe nach Goslar. Schenning berief ihn 1978 zum Gründungsdirektor des Mönchehaus Museum Goslar. In Goslar blieb er zwei Jahre, kuratierte die ersten Ausstellungen des Museums, darunter auch zu den Preisträgern des Goslarer Kaiserrings 1978 Victor Vasarely und 1979 Joseph Beuys. Danach eröffnete er 1979 eine erste Galerie in Hannover und zeigte dort werke des Nouveau Réalisme. Die Galerie schloss er 1983.
Bereits seit 1980 war Holtmann parallel als Galerist in Köln aktiv. Hier übernahm er von den befreundeten Galeristen Eva und Hein Stünke die Erdgeschoßräume der Galerie Der Spiegel in der Richartzstraße Nr. 10 in der Kölner Innenstadt und die angeschlossenen Rahmenwerkstätten in der Eifel. 2005 verlagerte er seine Ausstellungsräume ans Rheinufer südlich der Innenstadt in den Anna-Schneider-Steig 13. Seine erste Kölner Ausstellung widmete er dem Werk von Joseph Beuys. Danach folgten Werkschauen zu Andy Warhol, Heinz Mack, Arman, Daniel Spoerri, Arnulf Rainer, Adolf Luther und Dieter Roth. Ab 1983 stellte Holtmann die Werke der Berliner Neuen Wilden aus, etwa von Elvira Bach, Rainer Fetting, Helmut Middendorf und Salomé. Hinzu kamen Ausstellungen zu Künstlern der Kölner Szene wie Charly Banana, Michael Buthe und Sigmar Polke. Weiterhin zeigte er ab 1984 Fotoarbeiten von Künstlern wie Anna und Bernhard Blume, Jürgen Klauke, Rudolf Bonvie und Astrid Klein. Seit den 1990 setzte er sich darüber hinaus für Künstler der jüngeren Generation ein und stellte Werke von Michael Burges, Camill Leberer und Martin Noël aus.
Seit den 2000er Jahren zeigte Holtmann in seiner Galerie Skulpturen des Bildhauers Tony Cragg. Auch den Cragg-Schülern Flora Hitzing, Leunora Salihu, Herbert Willems und Tobias Nink bot er in seiner Galerie Ausstellungsmöglichkeiten. 2003 stellte er Werke von Saskia Niehaus aus. 2008 zeigte er im Rahmen der Ausstellung Positionen der Fotografie heute Arbeiten von Künstlern wie In Sook Kim, Judith Samen, Andreas Friedrich, Bettina Flitner, Thomas Eller und Boris Becker. Mit seiner Galerie nahm Holtmann an zahlreichen Messen wie der Art Basel und der Art Cologne teil. 1997 erschien sein als Ratgeber verfasstes Buch Keine Angst vor Kunst: Moderne Kunst erkennen, sammeln und bewahren.
Darüber hinaus war Holtmann kulturpolitisch tätig. Er leitete von 2001 bis 2004 als Vorsitzender den Bundesverband Deutscher Galerien und Kunsthändler. Zudem war er von 2001 bis 2013 Vorstandsvorsitzender des Zentralarchivs des internationalen Kunsthandels (ZADIK). Er setzte sich erfolgreich für die neue Heimstätte des ZADIK ein, die sich seit 2006 im Köner Mediapark befindet. Dem ZADIK hinterließ er auch sein eigenes umfangreiches Archiv. 2020 beendete Heinz Holtmann seine Galerietätigkeit. Holtmann starb 2023 im Alter von 84 Jahren in Köln. Seine Grab befindet sich auf dem Melaten-Friedhof.

## Auszeichnungen
- Ehrenmitglied des Zentralarchivs für deutsche und internationale Kunstmarktforschung
- 2021: Verdienstorden des Landes Nordrhein-Westfalen[8]

## Veröffentlichungen
- Heinz Holtmann: Keine Angst vor Kunst: Moderne Kunst erkennen, sammeln und bewahren. Econ, Düsseldorf und München 1997, ISBN 3-430-14772-7.